# Toržokskij rajon
Il Toržokskij rajon (in russo Торжокский район?) è un rajon dell'Oblast' di Tver', nella Russia europea; il capoluogo è Toržok. Istituito nel 1929, ricopre una superficie di 3128 chilometri quadrati ed ospitava nel 2010 una popolazione circa 23.000 abitanti.